# ガイウス・ポエテリウス・リボ・ウィソルス
ガイウス・ポエテリウス・リボ・ウィソルス（Gaius Poetelius Libo Visolus）は紀元前4世紀の共和政ローマの政治家で軍人。執政官（コンスル）を三度と独裁官（ディクタトル）を務めた。

## 経歴
紀元前360年、マルクス・ファビウス・アンブストゥスを同僚として執政官（コンスル）に就任。
同僚執政官のマルクス・ファビウスがヘルニキとの戦争を指揮している間、ガイウス・ポエテリウスはガリアと同盟したと思われたティブル（現在のティヴォリ）に対処していた。ガリア人がティブル救援のためラティウムに侵入すると、クィントゥス・セルウィリウス・アハラが独裁官に選ばれたが、ティブルに対する作戦は引き続きポテルウスが担当することとなった。ティブル軍は篭城したが、ローマ軍はこれに勝利、凱旋式を実施する栄誉を得た。
紀元前346年に二度目の執政官に就任、同僚執政官はマルクス・ウァレリウス・コルウスであった。マルクス・ウァレリウスはウォルスキに対する作戦を指揮した。
紀元前326年には、ルキウス・パピリウス・クルソルを同僚として三度目の執政官に就任。この年にポエティリウス＝パピリウス法（en）が成立し、これによってローマ市民が債務奴隷とされることが禁止された。
紀元前313年には独裁官に就任し、サムニウムとの戦争（サムニウム戦争）を指揮した。ローマ軍はノラを占領している。

## 参考資料
- ティトゥス・リウィウス『ローマ建国史』